# Carmella (catch)
Pour les articles homonymes, voir Van Dale et Carmela.
 (juin 2021).
Leah Van Dale (née le 23 octobre 1987 à Worcester, Massachusetts) est une mannequin, danseuse et une catcheuse (lutteuse professionnelle) américaine. 
Elle fait ses débuts à la WWE en 2014 devenant la manager d'Enzo et Big Cass,. En juillet 2016, elle est envoyée dans la division SmackDown Live,.
Le 18 juin 2017, Carmella devient la première Ms. Money in the Bank lors de Money in the Bank (2017), mais sa victoire est controversée, car c'est son manager, James Ellsworth, qui a décroché la mallette. Le 20 juin à SmackDown Live, elle perd sa mallette qui est remise en jeu la semaine suivante lors d'un second Money in the Bank Ladder match qu'elle remporte, gagnant la mallette une seconde fois devenant ainsi la première femme à remporter le contrat Money in the Bank à deux reprises. En septembre 2019, elle remporte le 24/7 Championship à deux reprises.

## Jeunesse
Leah Van Dale est la fille de Paul Van Dale, un catcheur ayant travaillé comme jobber à la World Wrestling Federation dans les années 1980 et les années 1990. Après le lycée, elle étudie le marketing à l'université de Rhode Island tout en étant l'une des cheerleaders des Patriots de la Nouvelle-Angleterre. Après l'obtention de son diplôme en marketing, elle part à Los Angeles et devient l'une des danseuses des Lakers de Los Angeles.

## Carrière de catcheuse

### World Wrestling Entertainment (2013-2025)

#### WWE NXT (2013-2016)

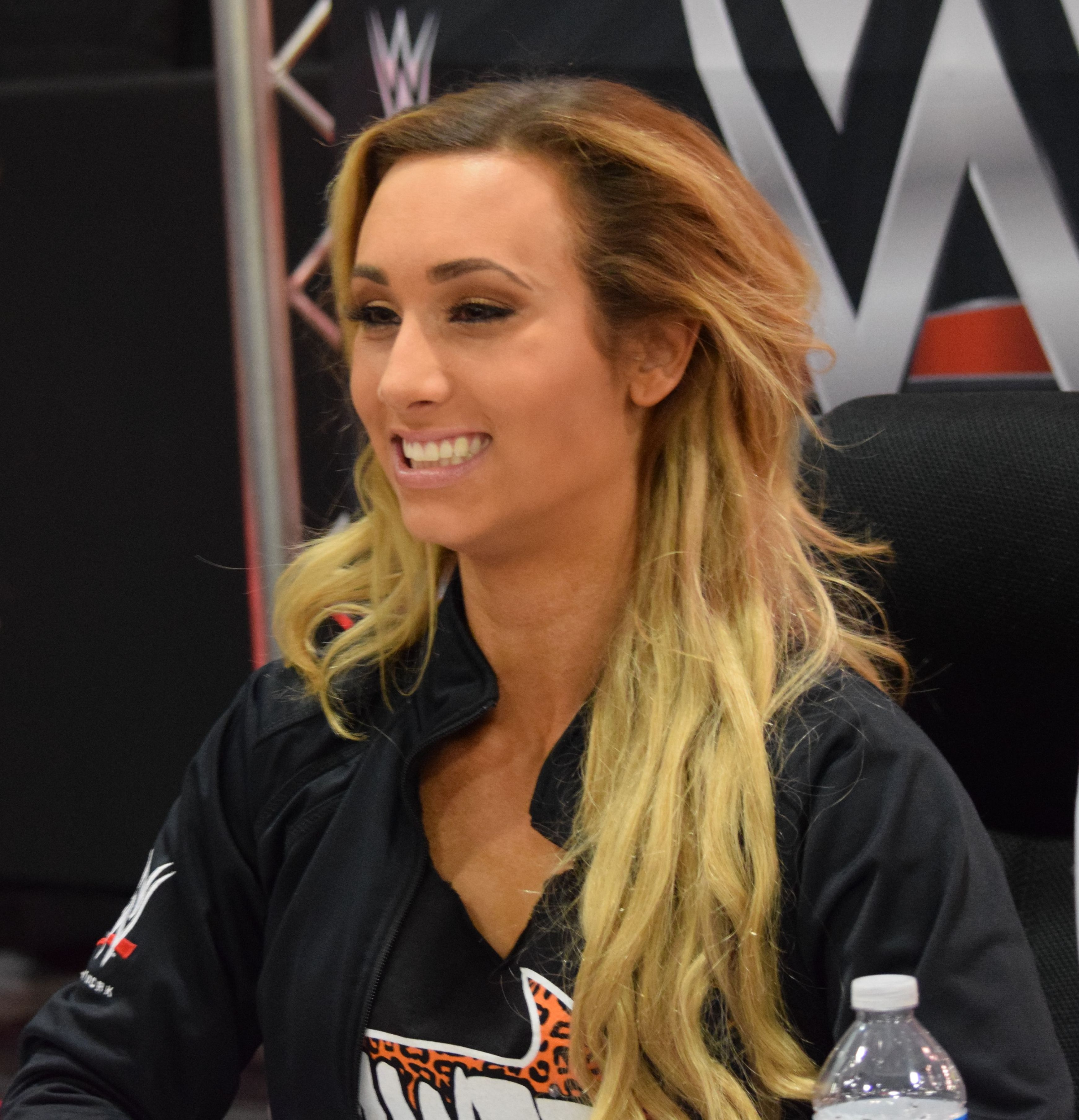
Carmella en mars 2015.

Elle commence sa carrière de catcheuse en s'entraînant au WWE Performance Center. Elle signe à la WWE. En décembre 2013 et annonce que son nouveau nom de ring est Carmella.
Carmella fait ses débuts à NXT le 4 septembre 2014 comme étant une coiffeuse avec Enzo Amore et Colin Cassady. Deux semaines plus tard, Carmella est apparue avec Enzo et Cassady au WWE Performance Center en disant qu'elle avait perdue son emploi de coiffeuse à cause de Enzo et Cass et qu'elle avait demandé un emploi à NXT. Elle fait ses débuts sur le ring le 16 octobre 2014 en battant Blue Pants. Elle a battu Blue Pants deux autres fois et, malgré son alliance avec Enzo et Cass, celle-ci est Heel jusqu'au 1er janvier 2015. En mars 2015, Amore et Cassady ont commencé une rivalité avec les champions par équipe de NXT, Blake et Murphy. Le 13 mai, elle perd contre Alexa Bliss après une distraction de Blake et Murphy. À NXT Takeover: Unstoppable, Bliss a attaqué Carmella lors du match pour le NXT Tag Team Championship, garantissant la victoire pour Blake et Murphy. Carmella a ensuite débuté une rivalité avec Eva Marie,. Le 26 août, elle perd face à cette dernière. le 23 septembre, elle a perdu par décompte à l'extérieur.
En janvier 2016, Carmella a remporté une Battle Royal pour devenir l'aspirante no 1 au championnat féminin de NXT détenu par Bayley,,. Le 10 février, elle ne parvient pas à remporter le titre. Après le match, Eva Marie et Nia Jax ont attaqué les deux,.

#### Draft àSmackDown Live, diverses rivalités, Ms. Money in the Bank et championne féminine deSmackDown(2016-2018)
Le 19 juillet à SmackDown Live, après le show, elle est annoncée être officiellement transférée au show bleu. Le 21 août à SummerSlam, Becky Lynch, Naomi et elle perdent face à Alexa Bliss, Natalya et Nikki Bella dans un 6-Woman Tag Team Match. Le 23 août à SmackDown Live, elle effectue un Heel Turn en attaquant Nikki Bella et en lui portant un Bella Buster. Le 11 septembre à  Backlash, elle perd un 6-Pack Challenge face à Becky Lynch, qui inclut également Nikki Bella, Naomi, Natalya et Alexa Bliss, ne devenant pas la première catcheuse à remporter le titre féminin de SmackDown[réf. nécessaire].
Le 9 octobre à No Mercy, elle perd face à Nikki Bella. Le 20 novembre aux Survivor Series, l'équipe SmackDown (Becky Lynch, Naomi, Alexa Bliss, Natalya et elle) perd à celle de Raw (Charlotte Flair, Sasha Banks, Bayley, Nia Jax et Alicia Fox) dans un 5-on-5 Traditional Survivor Series Woman's Elimination Match. Le 4 décembre à TLC, elle perd face à Nikki Bella dans un No Disqualification Match. Après le combat, elle révèle l'identité de l'agresseuse de son adversaire lors des Survivor Series : Natalya. Le 20 décembre à SmackDown Live, elle persiste sur ses soupçons à l'encontre de la Canadienne, et après l'avoir attaquée et faite fuir, cette dernière finit par reconnaître être l'agresseuse de la moitié des Bella Twins, ayant fait ça par jalousie[réf. nécessaire]. 
Le 2 avril 2017 à WrestleMania 33, elle ne remporte pas le titre féminin de SmackDown, battue par Naomi dans un 6-Pack Challenge, qui inclut également Alexa Bliss, Becky Lynch, Mickie James et Natalya. Le 21 mai à Backlash, Tamina, Natalya et elle battent Becky Lynch, Charlotte Flair et Naomi dans un 6-Woman Tag Team Match. Le 18 juin à Money in the Bank, elle remporte le premier Woman's Money in the Bank Ladder Match de l'histoire de manière controversée, battant Charlotte Flair, Becky Lynch, Natalya et Tamina, aidée par James Ellsworth qui décroche la mallette et la lui balance. Le 20 juin à SmackDown Live, Daniel Bryan, le général manager du show bleu, lui retire la mallette. La semaine suivante à SmackDown Live, elle remporte le Women's Money in the Bank Match en décrochant la mallette, battant ses mêmes adversaires[réf. nécessaire]. 
Le 19 novembre aux Survivor Series, l'équipe SmackDown (Becky Lynch, Naomi, Tamina, Natalya et elle) perd face à celle de Raw (Alicia Fox, Bayley, Sasha Banks, Nia Jax et Asuka) dans le 5-on-5 Traditional Survivor Series Woman's Elimination Tag Team Match. Le 17 décembre à Clash of Champions, elle est l'une des bûcheronnes du Lumberjack Match opposant Charlotte Flair à Natalya pour le titre féminin de SmackDown. Elle tente d'utiliser sa mallette, mais est repoussée par Ruby Riott[réf. nécessaire].
Le 28 janvier au Royal Rumble, elle entre dans le Royal Rumble féminin en 17e position, mais se fait éliminer par Nikki Bella. Le 11 mars à Fastlane, Natalya et elle battent Becky Lynch et Naomi.

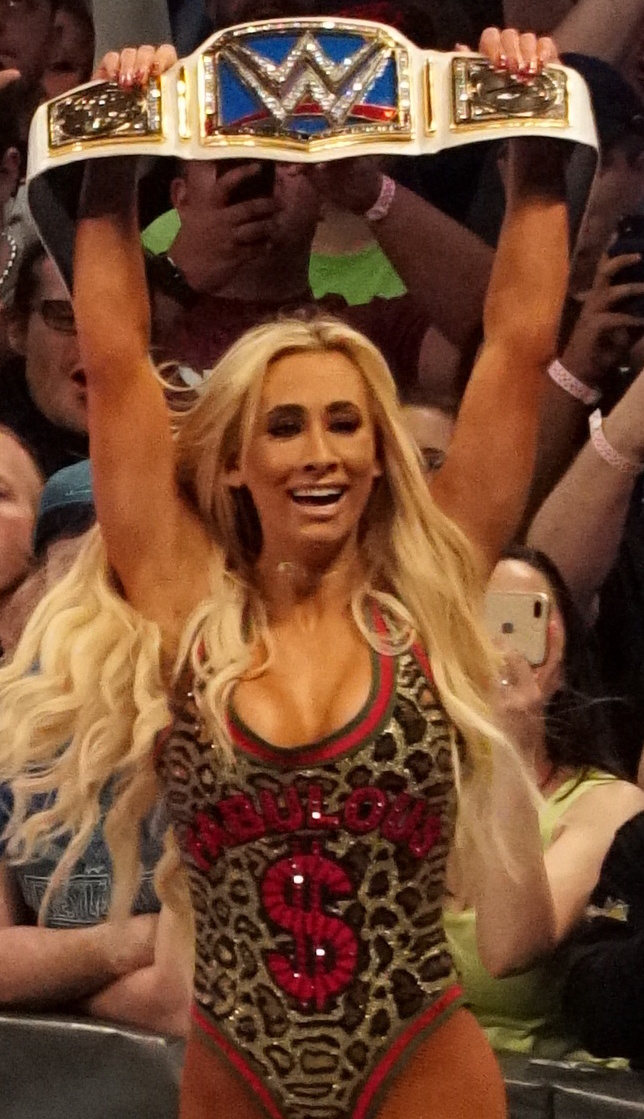
Carmella en gagnant le titre WWE SmackDown Women's Championship en 2018.

Le 10 avril à SmackDown Live, elle devient la nouvelle championne de SmackDown en battant Charlotte Flair, grâce à l'attaque des IIconics sur The Queen, remportant le premier titre de sa carrière, et devenant la première femme à réussir à gagner un titre, après avoir utilisé la mallette. Le 6 mai à Backlash, elle conserve son titre en battant Charlotte Flair. Le 17 juin à Money in the Bank, elle conserve son titre en battant Asuka, aidée par James Ellsworth qui effectuait son retour. 
Le 15 juillet à Extreme Rules, elle conserve son titre en battant la même adversaire dans un Shark Cage Match, où James Elssworth est suspendu au-dessus du ring dans une cage à requin. Le 19 août à SummerSlam, elle perd un match triples menaces face à Charlotte Flair, qui inclut également Becky Lynch, ne conservant pas son titre.

#### Alliance avec R-Truth, retour en solo et absence (2018-2020)
Le 4 septembre à SmackDown Live, elle effectue un Face Turn en s'alliant avec R-Truth[réf. nécessaire]. 
Le 18 novembre aux Survivor Series, l'équipe SmackDown (Naomi, Mandy Rose, Asuka, Sonya Deville et elle) perd face à celle de Raw (Bayley, Sasha Banks, Tamina, Nia Jax et Mickie James) lors du 5-on-5 Traditional Women's Survivor Series Elimination Match. Le 20 novembre lors de Mixed Match Challenge, R-Truth et elle Rusev et Lana. Le 4 décembre lors de Mixed Match Challenge, R-Truth et elle battent Jeff Hardy et Charlotte Flair. La semaine suivante lors de Mixed Match Challenge, ils se qualifient pour la finale en battant The Miz et Asuka. Le 16 décembre à TLC, R-Truth et elle remportent le Mixed Match Challenge en battant Jinder Mahal et Alicia Fox, obtenant ainsi les 30e places dans les Royal Rumble masculin et féminin au Royal Rumble. 
Le 27 janvier 2019 au Royal Rumble, elle entre dans le Royal Rumble féminin en dernière position, élimine Alexa Bliss avec l’aide de Bayley, avant d'être elle-même éliminée par Charlotte Flair[réf. nécessaire].
Le 7 avril lors du pré-show à WrestleMania 35, elle remporte la Women's Battle Royal en éliminant Sarah Logan en dernière position[réf. nécessaire].

#### Rivalité avec Fire & Desire, diverses rivalités puis Championne 24/7 (2019)
Le 19 mai à Money in the Bank, elle participe à son 3e Women's Money in the Bank Ladder Match, mais ne remporte pas la mallette, gagnée par Bayley. 
Le 23 septembre à Raw, elle effectue le tombé sur son partenaire R-Truth, et devient championne 24/7 de la WWE pour la première fois de sa carrière[réf. nécessaire]. 
Le 4 octobre à SmackDown, elle perd le titre 24/7, au profit de Marshmello, mais le regagne quelques minutes plus tard. Le 14 octobre à Raw, lors du Draft, son alliance avec R-Truth prend fin, car ce dernier rejoint le show rouge tandis que de son côté, elle reste à SmackDown[réf. nécessaire].

#### Retour en solo (2019-2020)
Le 24 novembre aux Survivor Series, l'équipe SmackDown (Sasha Banks, Nikki Cross, Dana Brooke, Lacey Evans et elle) perd le 5-on-5 Traditional Women's Survivor Series Elimination Match face à l'équipe NXT (Rhea Ripley, Toni Storm, Candice LeRae, Bianca Belair et Io Shirai), qui inclut également l'équipe Raw (Charlotte Flair, Natalya, Sarah Logan, Asuka et Kairi Sane)[réf. nécessaire]. 
Le 26 janvier 2020 au Royal Rumble, elle entre dans le Royal Rumble féminin en 27e position, mais se fait éliminer par Shayna Baszler[réf. nécessaire]. 
Le 10 mai à Money in the Bank, elle ne remporte pas la mallette, gagnée par Asuka[réf. nécessaire].

#### Retour,Heel Turn, rivalité avec Sasha Banks & Bianca Belair (2020-2021)
Le 6 novembre à SmackDown, elle effectue son retour en attaquant Sasha Banks avec un Superkick et un X-Factor, effectuant un Heel Turn[réf. nécessaire]. Le 20 décembre à TLC, elle ne remporte pas le titre féminin de SmackDown, battue par Sasha Banks.
Le 31 janvier 2021 au Royal Rumble, elle ne remporte pas le titre féminin de SmackDown, battue par Sasha Banks. Plus tard dans la soirée, elle entre dans le Royal Rumble féminin en 24e position, élimine Nikki Cross, avant de s'éliminer elle-même[réf. nécessaire].
Le 10 avril à WrestleMania 37, Billie Kay et elle perdent le Tag Team Turmoil Match face au Riott Squad (Ruby Riott et Liv Morgan), après avoir battu Lana et Naomi, ne devenant pas aspirantes no 1 aux titres féminins par équipe de la WWE le lendemain[réf. nécessaire]. 
Le 9 juillet à SmackDown, Sonya Deville l'annonce comme remplaçante de Bayley, dans le match face à Bianca Belair pour le titre féminin de SmackDown, qui se déroulera finalement la semaine prochaine, cette dernière ayant dû déclarer forfait pour blessure et absence d'une durée de neuf mois. À la suite de ce changement, elle est remplacée par Liv Morgan dans le Women's Money in the Bank Ladder Match à Money in the Bank[réf. nécessaire]. La semaine suivante à SmackDown, elle ne remporte pas le titre féminin de SmackDown, battue par Bianca Belair[réf. nécessaire]. Le 26 septembre lors du pré-show à Extreme Rules, elle perd face à Liv Morgan[réf. nécessaire].

#### Draft àRaw, alliance avec Queen Zelina, championne par équipe de la WWE, retour en solo et départ (2021-2025)
Le 4 octobre à Raw, lors du Draft, elle est annoncée être officiellement transférée au show rouge par Adam Pearce[réf. nécessaire]. Le 21 novembre aux Survivor Series, l'équipe Raw (Bianca Belair, Liv Morgan, Queen Zelina, Rhea Ripley et elle) bat celle de SmackDown (Sasha Banks, Natalya, Shayna Baszler, Shotzi et Toni Storm) dans un 5-on-5 Traditional Survivor Series Woman's Elimination Match. Le lendemain à Raw, Queen Zelina et elle deviennent les nouvelles championnes par équipe de la WWE en battant Nikki A.S.H et Rhea Ripley[réf. nécessaire].
Le 29 janvier au Royal Rumble, elle entre dans le Royal Rumble féminin en 15e position, mais se fait éliminer par Rhea Ripley.
Le 3 avril à WrestleMania 38, Queen Zelina et elle perdent un Fatal 4-Way Tag Team Match face à Naomi et Sasha Banks, qui inclut également Liv Morgan, Rhea Ripley, Natalya et Shayna Baszler, ne conservant pas leurs titres. Le lendemain à Raw, les deux femmes mettent fin à leur alliance[réf. nécessaire]. Le 2 juillet à Money in the Bank, elle ne remporte pas le titre féminin de Raw, battue par Bianca Belair. Après le combat, elle tabasse son adversaire. Le 30 août, elle souffre d'une commotion cérébrale et doit s'absenter pendant six mois. 
Le 30 janvier 2023 à Raw, elle effectue son retour de blessure, après 6 mois d'absence, et est interviewée par Cathy Kelley, avant d'être interrompue par Asuka[réf. nécessaire]. Le 18 février à Elimination Chamber, elle ne devient pas aspirante n°1 au titre féminin de Raw à WrestleMania 39, battue par Asuka dans un Elimination Chamber match, qui inclut également Raquel Rodriguez, Natalya, Liv Morgan et Nikki Cross.
Le 21 février 2025, elle quitte la compagnie à l’issue de sont contrat.[réf. nécessaire]

## Vie privée
- Elle a été en couple avec le catcheur Big Cass de 2014 à 2018[réf. nécessaire].
- Elle est actuellement en couple avec le commentateur de Raw, Corey Graves, et s’est officiellement mariée avec celui-ci le 7 avril 2022[44]. Le 1er mai 2023, elle annonce, sur les réseaux sociaux, être officiellement enceinte de leur premier enfant, après avoir eu deux fausses couches[45]. Le 9 novembre, elle donne naissance à un petit garçon : Dimitri Paul Polinsky[46].

## Palmarès
- World Wrestling Entertainment
  - 1 fois championne du Monde de la WWE
  - 4 fois championne 24/7 de la WWE
  - 1 fois championne par équipe de la WWE - avec Queen Zelina
  - 2 fois Miss Money in the Bank 2017 (première)
  - Gagnante du WWE Mixed Match Challenge (Saison 2) - avec R-Truth
  - Women's Battle Royal (2019)

## Filmographie

### Cinéma
- 2019 : The Beach Bum d'Harmony Korine

### Télévision
- 2017 : WWE Total Divas